# マルティン・ボガド
マルティン・ボガド（Martín Bogado、1999年4月29日 - ）は、プロD2オヨナ・ラグビーに所属するラグビー選手。

## プロフィール
- アルゼンチン・ポサーダス出身[1]。
- ポジションはウィング(WTB)、フルバック(FB)。
- 身長 192cm、体重 98kg
- アルゼンチン代表キャップは3（2024年3月現在）でラグビーワールドカップ2023のアルゼンチン代表に選ばれた[2]。

## 略歴
オリンピア・ライオンス、ハグアレス、バイヨンヌを経て、2023年、ハイランダーズに加入。同年8月、オヨナに加入。